# Matuku
Matuku é uma pequena ilha no Lulunga, uma parte da Haʻapai em Tonga. É facilmente alcançada por meio de navios, é vizinha de Haʻafeva e é sobre o curso de lá, que se pode ir para a ilha de Kotu culturalmente importantes.
A principal aldeia fica no lado noroeste. Tem um governo e escola primária. Um cais é construído sobre o lado leste, mas nunca é utilizado.